# Antoine Duhamel
Pour les articles homonymes, voir Duhamel.
Antoine Duhamel, né le 30 juillet 1925 à Valmondois en Seine-et-Oise (actuel Val-d'Oise) et mort le 11 septembre 2014 dans la même ville, est un compositeur français, principalement connu pour ses musiques de film.
Il collabore avec plusieurs grands réalisateurs de la Nouvelle Vague, genre auquel il reste associé pour les cinéphiles. Il compose, entre autres, les partitions de trois films de Jean-Luc Godard, dont celle de Pierrot Le Fou, en 1965, qui le rend célèbre ; il travaille également avec Jean-Daniel Pollet à cinq reprises et avec François Truffaut à quatre reprises.
Son travail lui vaut d'être nommé deux fois au César de la meilleure musique écrite pour un film : pour Que la fête commence de Bertrand Tavernier, en 1976, et pour Ridicule de Patrice Leconte, en 1997. En 2002 il reçoit un Ours d'argent à la Berlinale pour Laissez-passer de Bertrand Tavernier, réalisateur avec lequel il entretient également une riche collaboration artistique.

## Biographie
Antoine Duhamel est le fils de l'écrivain Georges Duhamel et de l'actrice de théâtre Blanche Albane. De 1944 à 1945, il fait ses études musicales, notamment auprès d'Olivier Messiaen au Conservatoire national de musique et de déclamation à Paris et surtout de René Leibowitz. Parallèlement, il fait des études à la Sorbonne en psychologie, musicologie et autres disciplines.
Il réalise sa première collaboration importante pour un réalisateur en 1963 avec Jean-Daniel Pollet, sur Méditerranée. Devenu célèbre en 1965 grâce à son travail pour Pierrot le Fou de Jean-Luc Godard, il travaillera ensuite avec lui sur Made in USA et Week-end. De Godard il dira avoir appris « comment on se sert de la musique ». Entre 1968 et 1970, il compose les musiques de quatre films de François Truffaut : Baisers volés, La Sirène du Mississipi, Domicile conjugal et L'Enfant sauvage. Dans un entretien donné en 2006, il déclarera à propos de cette période : « Je pense que Truffaut était tellement glorieux à cette époque qu'il aurait pu être plus audacieux. J'étais proche de gens courageux comme Pollet ou Godard, qui m'épataient par leur intelligence musicale ». En 1973 il collabore de nouveau avec Pollet pour L’Acrobate. En 1975 il travaille avec Bertrand Tavernier pour la composition de la bande originale de Que la fête commence. Pour ce film il change de registre et dirige un opéra inédit de Philippe d'Orléans, à la tête d'un orchestre d'instruments anciens. Cette occasion marque entre le réalisateur et le compositeur le début d'une grande amitié et d'une collaboration qui s'étendra sur plusieurs films, jusqu'à Laissez-passer en 2002, qui lui vaut l'Ours d'argent de la meilleure musique de film à la Berlinale.
Avec plus de soixante partitions écrites pour le cinéma, Antoine Duhamel est devenu un compositeur important de musiques de films. Mais sa réussite dans ce genre artistique populaire a eu tendance à masquer le musicien « sérieux » qu'il déclare être, car selon lui « un compositeur pour le cinéma doit d'abord être un compositeur tout court ». Il l'a prouvé en composant dans divers styles et également pour Frida Boccara,  dont le timbre de voix l'avait particulièrement touché. Cette dernière avait remporté le grand prix Eurovision de la chanson en 1969 en représentant la France.
En 1980, il fonde l'École nationale de musique de Villeurbanne, aujourd'hui très réputée et considérée comme une alternative sérieuse au conservatoire de Lyon.
À l'occasion de l'hommage qui lui était rendu le 14 février 2008, Antoine Duhamel fait don à la Cinémathèque française d'un fonds de quatre partitions : Pierrot le fou et Week-end de Jean-Luc Godard, Ridicule de Patrice Leconte et L'Homme du large de Marcel L'Herbier, pour lequel il composa un essai symphonique en 1983.
Des jeunes cinéastes, notamment américains, lui vouent aujourd’hui un véritable culte. Noah Baumbach (dans Frances Ha) ou Wes Anderson ont plusieurs fois utilisé dans leurs films des extraits de ses compositions pour le cinéma. Dans le film de Noah Baumbach, While We’re Young, on entend le célèbre concerto pour mandoline de Vivaldi, mais dans la version que Duhamel avait dirigée pour La mariée était en noir de Truffaut.
Il meurt le 11 septembre 2014 à Valmondois, à l'âge de 89 ans. Ses obsèques se tiennent le 16 septembre à l'église communale. Il est inhumé dans le caveau familial au cimetière de Valmondois (Val-d'Oise).

## Œuvre

### Filmographie partielle

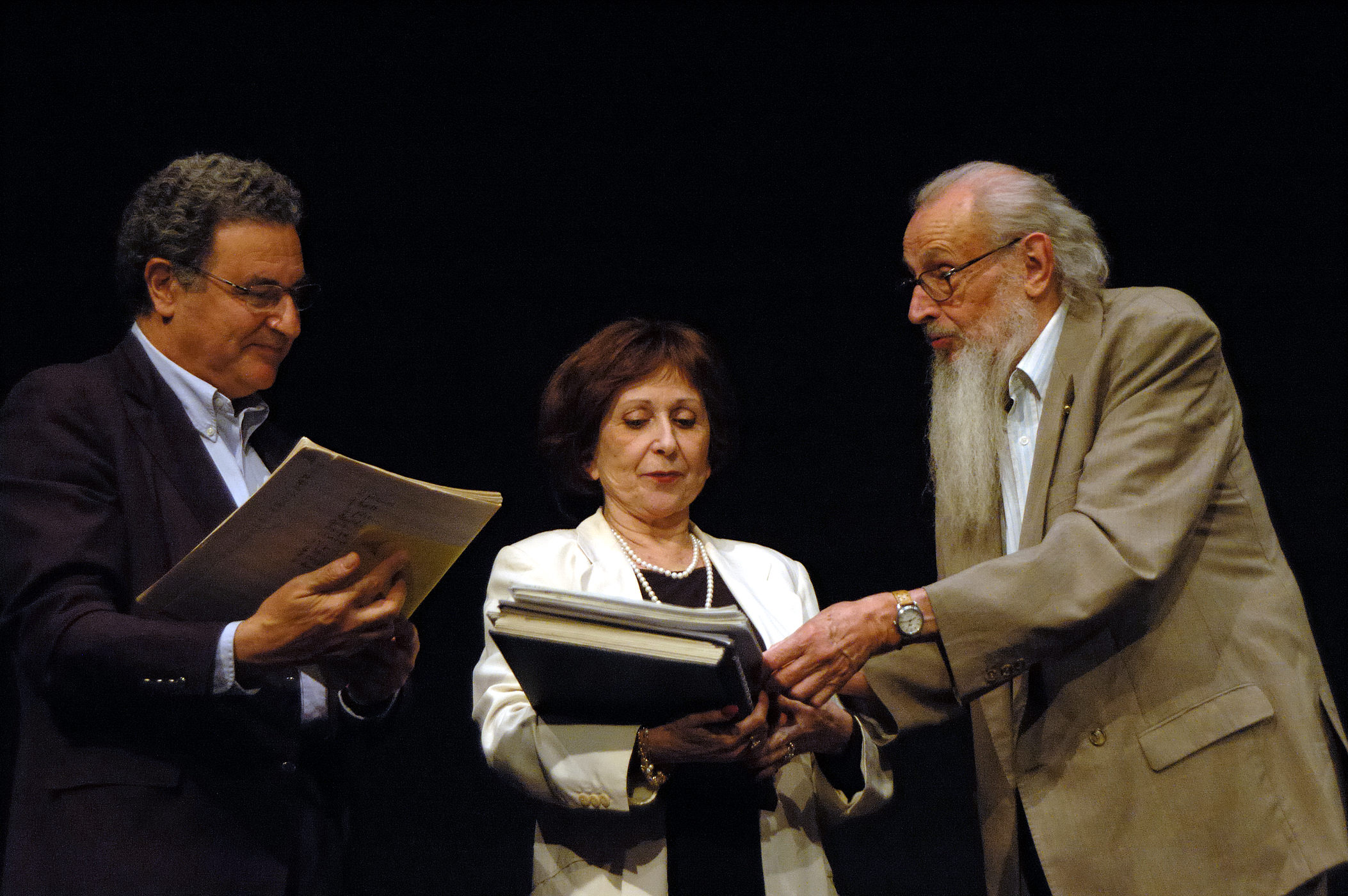
Antoine Duhamel donnant des partitions musicales à la Cinémathèque française pour l'ouverture de la rétrospective Mai 68 le 4 juin 2008.

- 1962 : Ballade en Camargue de Philippe Condroyer (court-métrage)
- 1963 : Méditerranée de Jean-Daniel Pollet
- 1963 : Le Chevalier de la Maison-rouge de Claude Barma (série télévisée)
- 1964 : Le Voleur de Tibidabo de Maurice Ronet
- 1964 : Tintin et les Oranges bleues de Philippe Condroyer
- 1964 : Évariste Galois d'Alexandre Astruc (court métrage)
- 1964 : Le Grain de sable de Pierre Kast
- 1965 : Belphégor ou le Fantôme du Louvre de Claude Barma (série télévisée)
- 1965 : Pierrot le Fou de Jean-Luc Godard
- 1966 : La Longue Marche d'Alexandre Astruc
- 1966 : Cinq Gars pour Singapour de Bernard Toublanc-Michel
- 1966 : Roger La Honte  (Trappola per l'assassino) de Riccardo Freda
- 1966 : Made in USA de Jean-Luc Godard
- 1967 : Le Marin de Gibraltar de Tony Richardson
- 1967 : Red and Blue de Tony Richardson (avec dix chansons de Serge Rezvani orchestrées par Antoine Duhamel et interprétées par Vanessa Redgrave)
- 1967 : Casse-tête chinois pour le judoka de Maurice Labro
- 1968 : Week-end de Jean-Luc Godard
- 1968 : Baisers volés de François Truffaut
- 1969 : Le Corps de Diane de Jean-Louis Richard
- 1969 : La Sirène du Mississippi de François Truffaut
- 1970 : Les Derniers Hivers, court métrage de Jean-Charles Tacchella
- 1970 : M comme Mathieu de Jean-François Adam
- 1970 : Domicile conjugal de François Truffaut
- 1970 : L'Enfant sauvage de François Truffaut
- 1972 : Le Fusil à lunette de Jean Chapot (court métrage)
- 1973 : L'Acrobate de Jean-Daniel Pollet
- 1974 : Un condé d'Yves Boisset
- 1974 : Si j'te cherche... j'me trouve de Roger Diamantis
- 1975 : Que la fête commence de Bertrand Tavernier
- 1976 : L'acrobate de Jean-Daniel Pollet
- 1976 : La Question de Laurent Heynemann
- 1977 : Au plaisir de Dieu de Robert Mazoyer
- 1978 : La Chanson de Roland de Frank Cassenti
- 1978 : Madame le juge de Philippe Condroyer (2 épisodes)
- 1978 : La Tortue sur le dos de Luc Béraud
- 1979 : Mais ou et donc Ornicar de Bertrand Van Effenterre
- 1979 : Le Mors aux dents de Laurent Heynemann
- 1979 : Retour à la bien-aimée de Jean-François Adam
- 1979 : La Mort en direct de Bertrand Tavernier
- 1986 : Au Père Lachaise, court métrage de Jean-Daniel Pollet et Pierre-Marie Goulet
- 1990 : Le Rêve du singe fou de Fernando Trueba
- 1990 : Daddy nostalgie de Bertrand Tavernier
- 1990 : Contretemps de Jean-Daniel Pollet
- 1991 : L'Affût de Yannick Bellon
- 1993 : Belle Époque de Fernando Trueba
- 1993 : La Piste du télégraphe de Liliane de Kermadec
- 1995 : Dieu sait quoi de Jean-Daniel Pollet
- 1995 : Ridicule de Patrice Leconte
- 1997 : La buena vida de David Trueba
- 1998 : La Fille de tes rêves de Fernando Trueba
- 1998 : Le Plus Beau Pays du monde de Marcel Bluwal
- 2000 : L'Affaire Marcorelle de Serge Le Péron
- 2000 : Ceux d'en face de Jean-Daniel Pollet
- 2000 : Les Destinées sentimentales d'Olivier Assayas (partition non utilisée)
- 2002 : Laissez-passer de Bertrand Tavernier
- 2003 : Depuis qu'Otar est parti de Julie Bertuccelli
- 2004 : Le Sortilège de Shanghai de Fernando Trueba
- 2006 : Jour après jour
- 2006 : Monsieur Max de Gabriel Aghion (téléfilm)
- 2007 : L'Affaire Ben Barka de Jean-Pierre Sinapi (téléfilm)

### Œuvres concertantes et symphoniques
- Humoresque pour orchestre
- Animus-anima pour orchestre
- Territoires pour orchestre à cordes
- Le tombeau de Philippe d'Orléans pour 12 cordes
- Valse d'hiver pour orchestre
- Concerto pour piano et orchestre
- Diamètres pour orgue, orchestre à cordes et piano
- Sérénade à la quinte pour violon, violoncelle et orchestre
- Ballade pour vibraphone et orchestre
- Lamento mémoire pour alto et orchestre
- Carmenmania, ballet pour orchestre
- L'homme du large, essai symphonique pour orchestre
- Intolérance, suite symphonique pour orchestre
- Pierrot le fou, 4 pièces pour 2 flûtes, clarinette, piano et orchestre à cordes
- Week-end, Suite pour 2 clarinettes, clarinettes basse, harpe et orchestre à cordes
- Symphonie Death watch pour voix, guitare, orchestre à cordes, piano et timbales
- Antoine Doinel, Suite symphonique pour orchestre
- Variations sur l'opus XIX no 6 de Schönberg pour piano
- 2 Sonate pour violon et piano
- Impromptu pour piano
- Fantaisie pour orgue
- Quatuor à cordes; Méditerranée pour flute, violoncelle et piano
- Silence de la nuit pour clarinette et piano
- Madrigal à quatre pour quatuor à cordes
- Hommage à Mingus pour 5 saxophones
- Horace pacifié pour quatuor avec piano
- Petite suite de Noël pour piano
- Ouverture à la française pour piano
- L'impossible chanson des matelots pour voix et quatuor à cordes
- Les cinq si pour flûte, hautbois, clarinette, cor et basson
- Pénélope, prélude pour piano; Sainte Elizabeth pour flute et piano
- Saint Georges aux Balkans pour violon
- Fantaisie à David pour guitare
- O my Lord pour 3 flûtes
- Prélude et fugue pour trompette et orgue
- Dialogue des anges pour 4 tubas
- Cahier pour clavecin
- Sonate pour violoncelle et piano
- Divertissement à la bulgare pour clarinette et marimba
- Sonate pour 3 vibraphones glockenspiel, xylophone et 2 marimbas
- Contrebasse oblige pour contrebasse violon et piano
- 24 Images de mon cinéma pour voix et 7 instruments
- Hans hartung pour flûte, violoncelle, percussion, piano et harmonium
- Vira cocha pour flûte, clarinette, mandoline et violoncelle
- Liberté de la nuit pour quintette avec clarinette
- Madame Sourdis pour quintette avec clarinette
- Les tangos de l'acrobate pour bandonéon, piano, orchestre à cordes et contrebasse

### Opéras
- Vie et aventures de Salavin pour traverso, quatuor baroque et piano ; Gala de cirque, opéra-ballet
- Lundi, monsieur vous serez riche
- L'opéra des oiseaux
- Ubu à l'opéra
- Gambara
- Le sauvage, opéra d'après Moussorgski
- Penthée (extraits de l'opéra Penthée, de Philippe d'Orléans, utilisés dans la bande son du film Que la fête commence...).
- Les travaux d'Hercule
- Le transsibérien
- Le scieur de long
- Quatre-vingt treize
- Les aventures de Sinbad le marin

### Musique religieuse ou d'inspiration religieuse
- La Maison des morts, oratorio
- Le Concile féerique, cantate

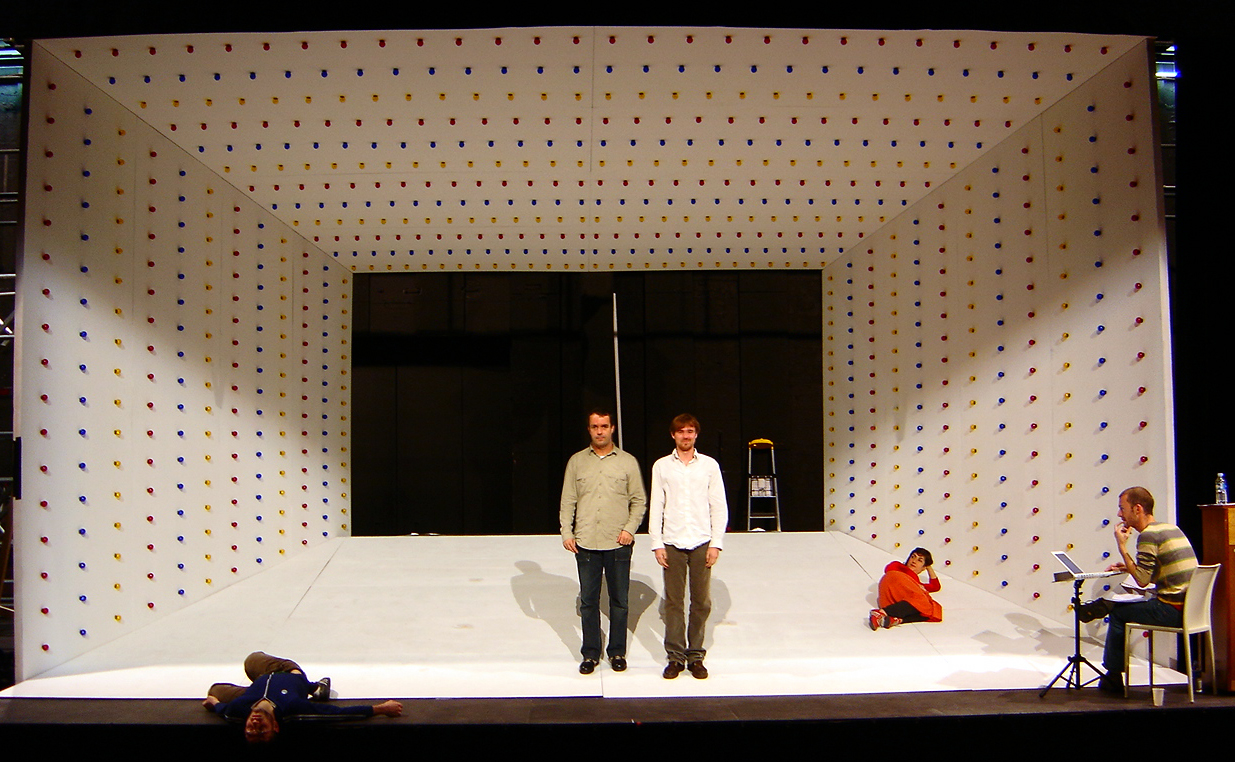
Requiem d'Antoine Duhamel sur un texte de Jean Cocteau, mise en scène et scénographie de Arnold Pasquier. Avec Ronan Nédélec, Maria Donata D'Urso, Gérald Kurdian, Léandre Bernard-Brunel. (2007)

- Robert de Beauléac lament, cantate
- Requiem de Jean Cocteau
- Leçons de ténèbres du mercredi saint, pour chœur et orchestre
- Libera me, pour 3 voix et orchestre

### Divers
- Music to hear, petite cantate pour 3 voix, récitant, flûte, harpe et trio à cordes
- Villeurbanne, symphonie
- 3 Fables de notre jardin pour récitant, 3 voix, chœur et 10 instruments
- Cinq sens et non-sens pour chœur et orchestre
- Dixit farouche pour 6 voix, chœur et orchestre
- 4 Mélodies de Paul Éluard pour voix et orchestre
- Nel giro pour voix et orchestre
- Le jardin de Daubigny pour voix et vents
- Que neige dit, air pour voix et orchestre
- U kraly, air russe pour voix et orchestre
- Annie pour chœur
- Intermède pour chœur
- L'ours pour voix et piano
- Rhénanes d'automne, 8 Mélodies pour voix et piano
- Les colchiques pour voix et piano
- L'été 14, 4 Élégies pour voix et piano
- Révérence parlée, 7 Mélodies pour voix et piano
- Or ces eaux calmes, air pour voix, alto et piano
- Lectures de Michaux, 7 poèmes pour voix, piano, clarinette, percussion et contrebasse
- Motets à boire pour 4 voix et luth

## Distinctions
- César 1976 : nomination au César de la meilleure musique écrite pour un film pour Que la fête commence de Bertrand Tavernier
- César 1997 : nomination au César de la meilleure musique écrite pour un film pour Ridicule de Patrice Leconte.
- 2002 : Ours d'argent de la meilleure musique de film à la Berlinale pour Laissez-passer de Bertrand Tavernier
- 2003 : Étoile d'or du compositeur de musique originale de films, pour sa composition pour le film Laissez-passer de Bertrand Tavernier
- 2008 : Prix Henri-Langlois d'honneur 2008 Compositeur

### Documentaire
- Vous aimez la musique Antoine, de Jean-Pierre Sougy (extraits sur YouTube : extrait 1, extrait 2, extrait 3, extrait 3)